# Spoon
Spoon — эзотерический язык программирования, эквивалентный Brainfuck, но с командами, составленными из нулей и единиц (0 и 1). Коды команд подобраны таким образом, что позволяют распознавать все команды без дополнительного разделителя при разборе программы слева направо. Практическую ценность имеет лишь только у энтузиастов, пригоден для представления программы, написанной Brainfuck, в двоичном коде.

## Сравнение Spoon и Brainfuck команд
| Spoon   | Brainfuck | Описание                                           |
| 1       | +         | Значение текущей ячейки увеличивает на 1           |
| 000     | -         | Значение текущей ячейки уменьшают на 1             |
| 010     | >         | Следующая ячейка                                   |
| 011     | <         | Предыдущая ячейка                                  |
| 00100   | [         | Начало цикла                                       |
| 0011    | ]         | Конец цикла                                        |
| 0010110 | ,         | Ввести извне значение и сохранить в текущей ячейке |
| 001010  | .         | Напечатать значение из текущей ячейки              |

## Программа «Hello, World» на Spoon
В этом примере для наглядности команды разделены пробелом.
```
1 1 1 1 1 1 1 1 1 1 00100 010 1 1 1 1 1 1 1 010 1 1 1 1 1 1 1 1 1 1 010 1 1 1 010 1 011 011 011
011 000 0011 010 1 1 001010 010 1 001010 1 1 1 1 1 1 1 001010 001010 1 1 1 001010 010 1 1 001010
011 011 1 1 1 1 1 1 1 1 1 1 1 1 1 1 1 001010 010 001010 1 1 1 001010 000 000 000 000 000 000
001010 000 000 000 000 000 000 000 000 001010 010 1 001010 010 001010
```

Без разделителей:
```
11111111110010001011111110101111111111010111010101101101101100000110101100101001010010101111111001010001010111001010010110010100110111111111111111110010100100010101110010100000000000000000000010100000000000000000000000000010100101001010010001010
```